# Ryū Matsumoto (szermierz)
Ryū Matsumoto (jap. 松本龍 Matsumoto Ryū; ur. 7 czerwca 2002) – japoński szpadzista, brązowy medalista mistrzostw świata.
Na rozgrywanych w 2022 roku mistrzostwach świata w Kairze Japończycy w składzie: Kōki Kanō, Ryū Matsumoto, Kazuyasu Minobe i Masaru Yamada zdobyli brązowy medal w zawodach drużynowych.
Ponadto zdobył również złoto w drużynie na igrzyskach azjatyckich w Hangzhou w 2023 roku.